# The Chechahcos
The Chechahcos is een Amerikaanse western uit 1924. De film werd in 2003 opgenomen in het National Film Registry.

## Rolverdeling
| Acteur             | Personage                    |
| ------------------ | ---------------------------- |
| William Dills      | 'Horseshoe' Riley            |
| Albert Van Antwerp | Bob Dexter                   |
| Eva Gordon         | Mrs. Margaret Stanlaw        |
| Baby Margie        | Baby Ruth Stanlaw            |
| Alexis B. Luce     | Gambler Richard Steele       |
| Gladys Johnson     | Ruth Stanlaw                 |
| Guerney Hays       | Pierre - Steele's handlanger |
| H. Mills           | Ingenieur                    |
| Howard Webster     | Professor Stanlaw            |